# صموئيل نيوتن
صموئيل نيوتن هو لاعب رماية كندي، ولد في 23 نوفمبر 1881 في درومونفيل في كندا، وتوفي في 11 أكتوبر 1944 في شيربروك في كندا.

## وصلات خارجية
- صموئيل نيوتن على موقع أوليمبيديا (الإنجليزية)